# 香港演藝學院

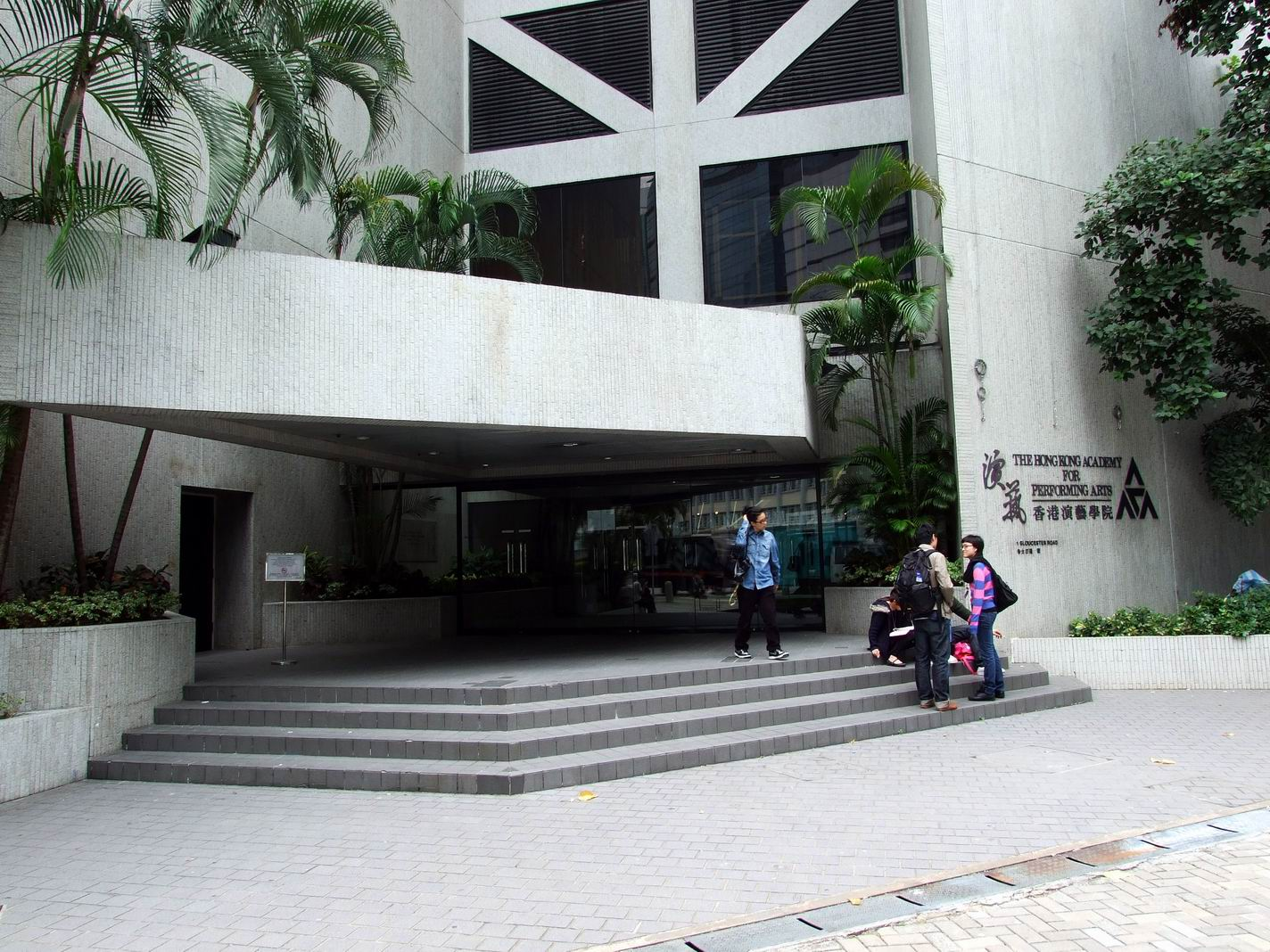
教學大樓入口

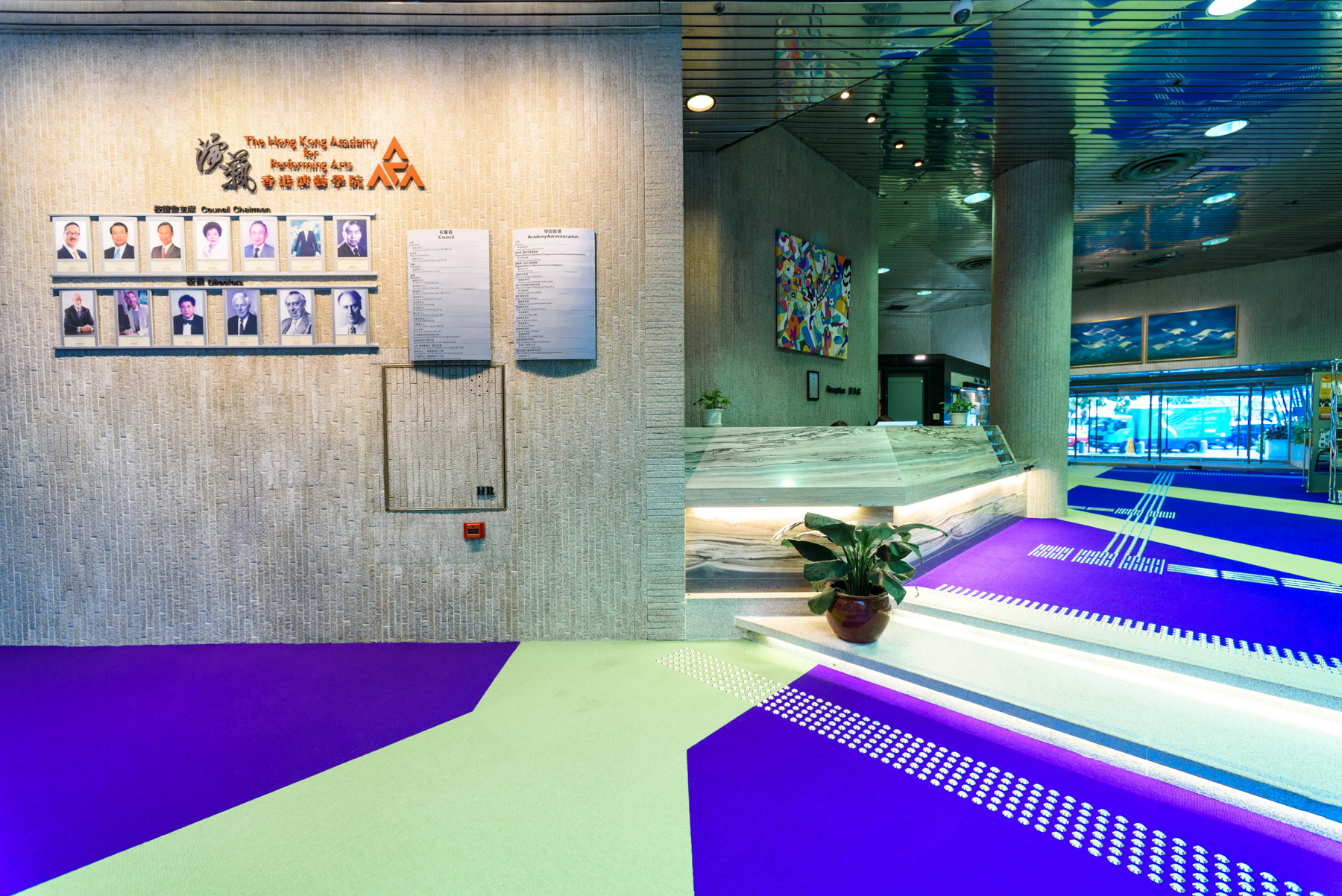
教學大樓的接待處

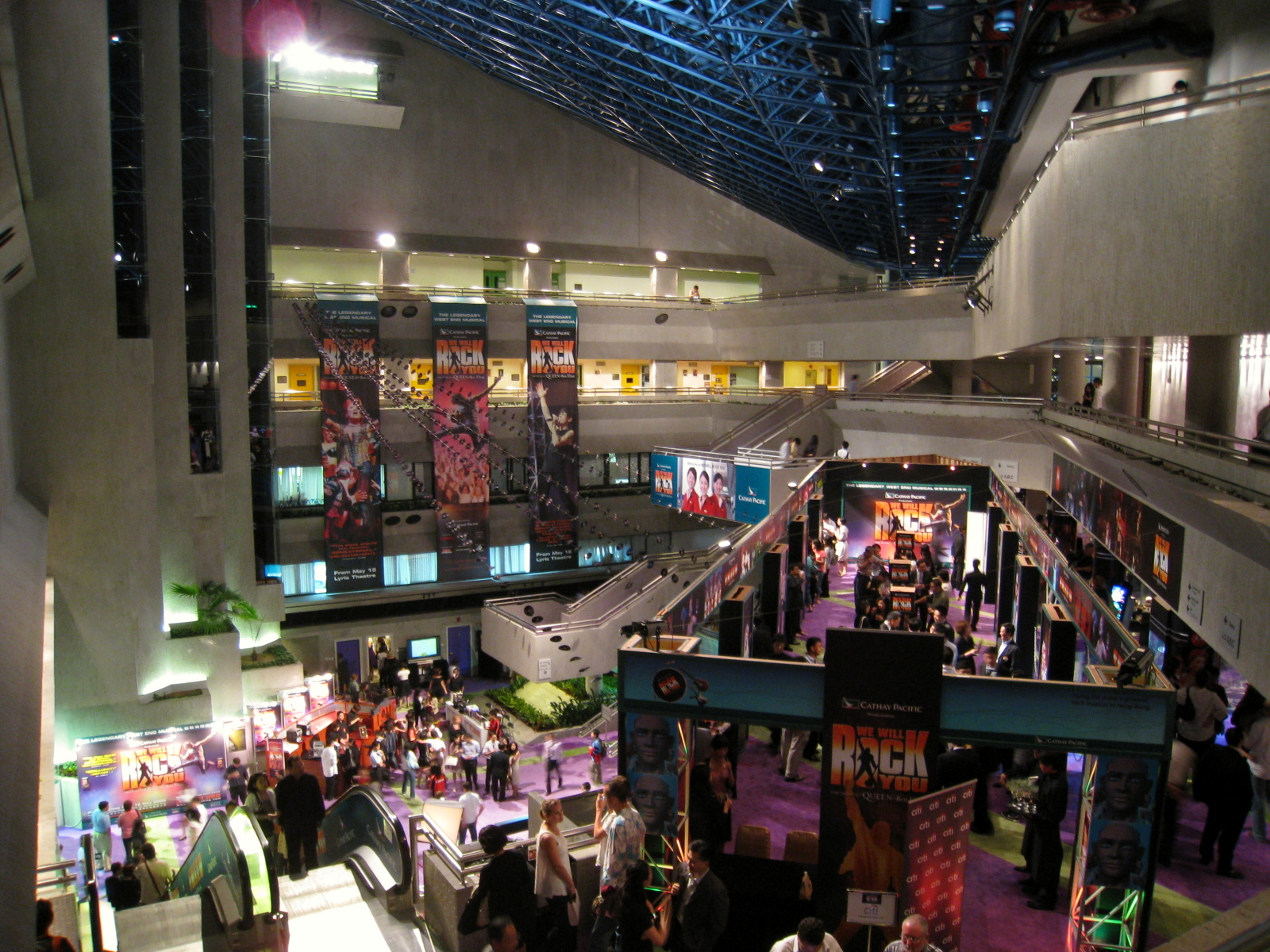
教學大樓的內部空間

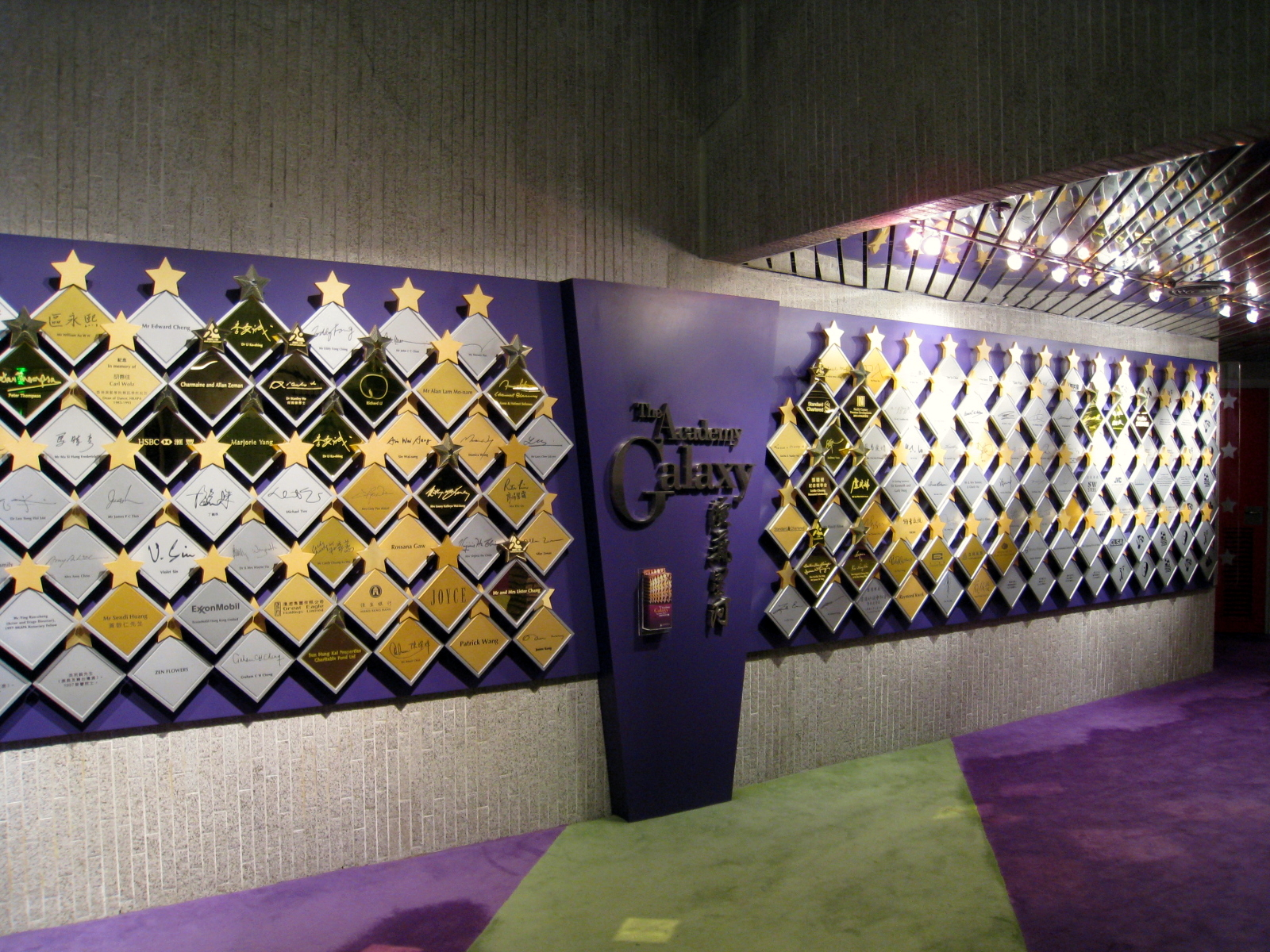
教學大樓的演藝星河芳名牆

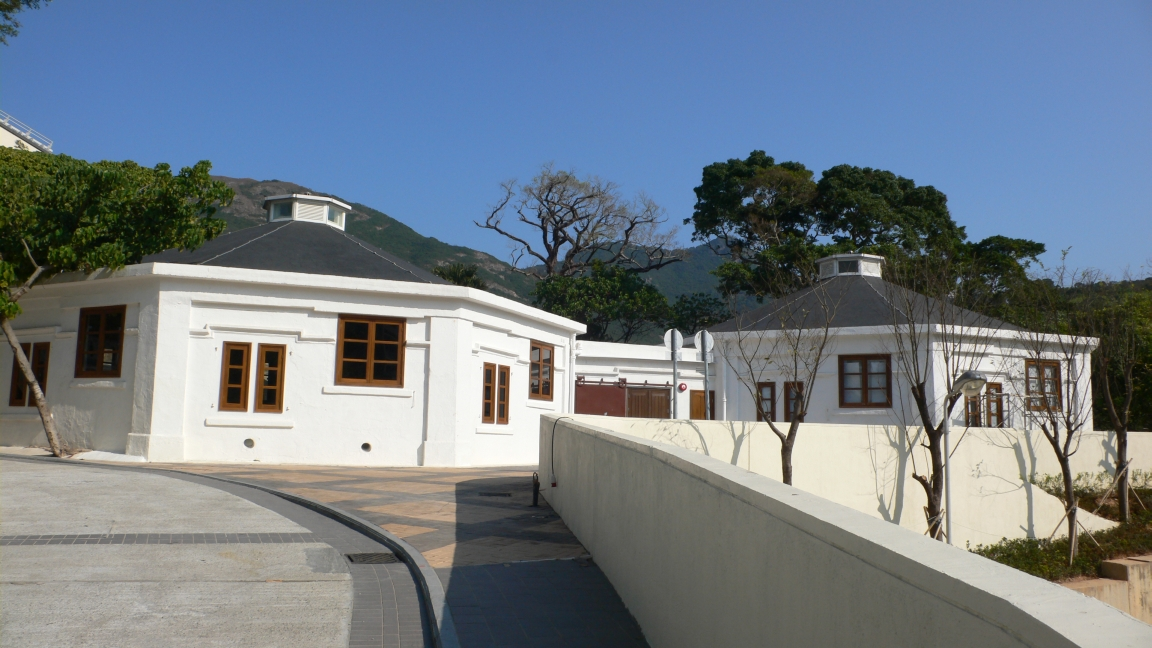
原為香港牛奶公司位於薄扶林之舊牛棚，現為伯大尼校園的一部份

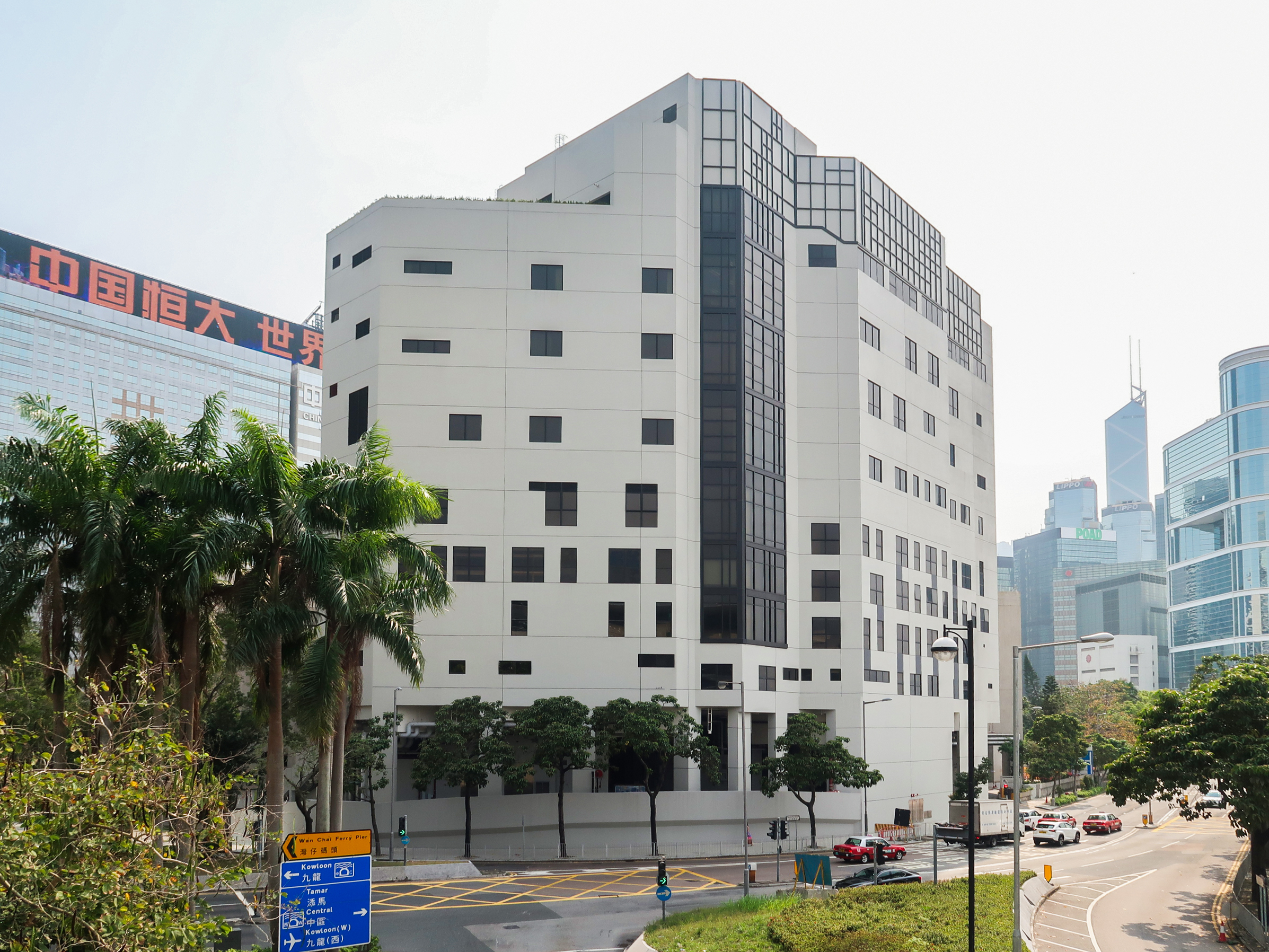
香港演藝學院新翼大樓樓高9層，在2018年11月開幕，設12間排練室／實驗室、20間音樂室、6間教學室及7間研討室

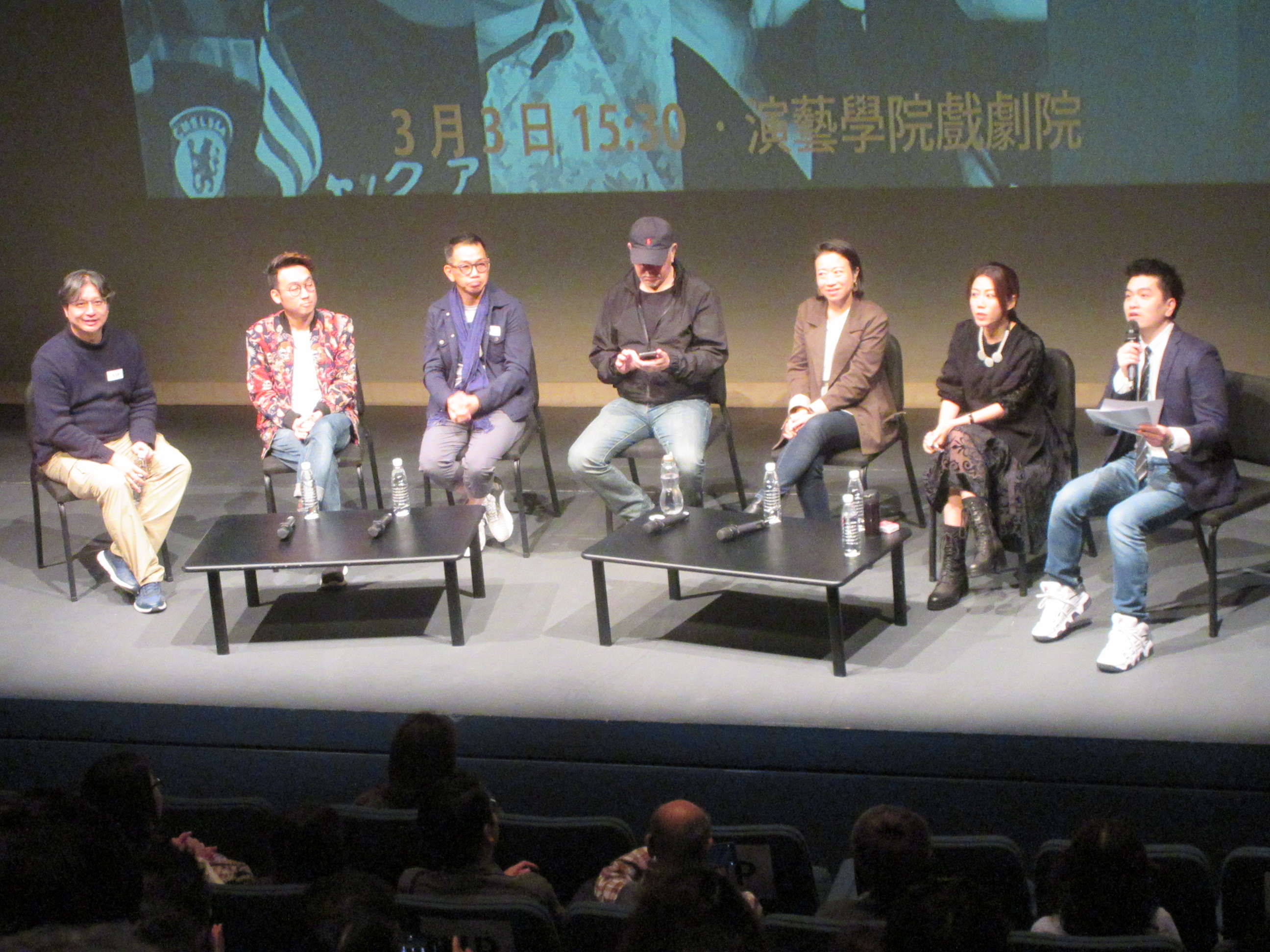
香港演藝學院 傑出舊生：黃浩然、黃秋生、彭秀慧、袁富華、陳詠燊

香港演藝學院（英語：The Hong Kong Academy for Performing Arts），於1984年按《香港演藝學院條例》成立，是香港唯一專門培養表演藝術人才的公立院校，亦是香港藝術領域的最高學術機構。演藝學院提供學士課程與實踐為本的碩士課程。學習範疇包括戲曲、舞蹈、戲劇、電影電視、音樂與舞台及製作藝術。演藝學院的教育方針著重反映香港的多元文化，中西兼容，更提倡跨學科學習。根據2025年公布的QS世界大學排名,香港演藝學院於表演藝術類別排名全球前二十位。
演藝學院頒授獲香港學術及職業資歷評審局認可的碩士學位、學士學位、高級文憑、文憑及證書課程。
除灣仔本部外，位於薄扶林的伯大尼古蹟校園自2006年起，亦是電影電視學院的培訓設施所在地。
現任校董會主席是楊傳亮先生，校長是陳頌瑛教授（Professor Anna CY Chan）。

## 歷史
1980年代，黃錢其濂出任市政總署副署長，推動成立香港演藝學院。
演藝學院的教育方針著重反映香港的多元文化，中西兼容，更提倡跨學科學習。演藝學院於1992年起獲香港學術評審局批准頒授學士學位，於2006年起頒授碩士學位。亦在中國戲曲、舞蹈、音樂範疇開辦文憑與高級文憑課程。

## 學術單位

### 學院及學系
香港演藝學院內設多所學院，包括舞蹈學院、戲劇學院、電影電視學院、音樂學院、戲曲學院和舞台及製作藝術學院。此外還設有語文系、人文學科系及研究生課程中心。
- 持續進修

演藝進修學院（EXCEL）是演藝學院持續教育分部。於2001年創校，設有適合兒童及成人的短期課程，夜間兼讀課程，包括舞蹈、戲劇、音樂、舞台及製作技術，以及電視電影課程。
- 外展

表演藝術教育中心於2007年成立，透過籌辦不同類型的外展藝術教育活動，有系統而具規劃地把各種表演藝術在年青人中推廣。

### 學術資格
學院頒授碩士、學士和各類深造文憑，主要學術資格如下：
- 碩士課程

全日制／兼讀制（2年／3-4年）
舞蹈藝術碩士、戲劇藝術碩士、電影製作藝術碩士、舞台及製作藝術碩士、音樂碩士
- 學士學位（4年）

戲曲藝術學士（榮譽）學位、舞蹈藝術學士（榮譽）學位、音樂學士（榮譽）學位、戲劇藝術學士（榮譽）學位、電影電視藝術學士（榮譽）學位、舞台及製作藝術學士（榮譽）
- 學位深造文憑課程 （2年）

粵劇深造文憑、舞蹈深造文憑、音樂深造文憑文憑課程 （2年）
粵劇文憑、舞蹈文憑、音樂文憑證書課程
舞台及製作藝術（精研職業訓練）證書（1年）

## 收生情況
參考傳媒及自資專上教育委員會公開資料，該校由政府資助的全日制學士學位課程之實際收生人數如下：
| 學年    | 學士學位 | 備註 |
| 2012/13 | 305      |      |
| 2013/14 | 163      |      |
| 2014/15 | 167      |      |
| 2015/16 | 153      |      |
| 2016/17 | 170      |      |
| 2017/18 | 190      |      |
| 2018/19 | 171      |      |
| 2019/20 | 201      |      |
| 2020/21 | 221      |      |

## 學院管治與校董會
香港演藝學院校監為香港特別行政區行政長官李家超先生。

### 校董會
主席
- 楊傳亮先生 BBS JP

副主席
- 黃汝榮先生

司庫
- 陳李藹倫女士 SBS

成員
- 陳煒文博士 JP
- 葉楊詩明女士
- 高志森先生, MH
- 李曠怡先生
- 李明哲女士
- 梁進強先生
- 鄧慕蓮博士 MH
- 鄧宛霞博士 MH
- 黃詩岸女士
- 任達榮先生, SBS, PDSM, CPM
- 文化體育及旅遊局局長或其代表
- 教育局局長或其代表

校長（當然成員）
- 陳頌瑛教授
- 姚桑琳教授（教職員選任代表）、 劉燕玲女士（教職員選任代表）

### 歷任校長
- 1982－1987：丁柏兆（英语：Basil Deane）博士
- 1987－1988：貝雅倫教授（Allen Percival）
- 1989－1993：賀約翰（英语：John Hosier）博士
- 1993－2004：盧景文教授
- 2004－2012：湯柏燊教授（Kevin Thompson）
- 2012－2020：華道賢教授（Adrian Walter）
- 2020－2024：蔡敏志教授（Gillian Choa）
- 2025－：陳頌瑛教授（Anna CY Chan）

## 環境
香港演藝學院校本部的教學大樓在1985年9月18日落成，座落香港島灣仔北告士打道1號，由關善明建築師事務所設計（而此大樓亦為關善明的成名之作），鄰近香港藝術中心。香港賽馬會在創校時捐出三億港元興建校舍，曾獲得1985年香港建築師學會大獎。學院內設有多個場地，適合各類型的表演項目演出，設備完善，媲美世界一流劇院或音樂廳。公眾一般可以自行購票或免費進場觀賞演藝學院的表演。政府每年資助學院之經費。
本部（灣仔校舍）設施：
- 歌劇院：可容納1181人
- 廖湯慧靄戲劇院：可容納415人
- 實驗劇場：可容納120人，設有活動座位
- 音樂廳：可容納382人，內部設有大型管風琴
- 演奏廳：可容納202人
- 香港賽馬會演藝劇院：可容納600人

「伯大尼校園」位於於香港島薄扶林道139號，於2007年建立，作為電影電視學院的培訓設施的所在地，設施包括：
伯大尼古蹟校園位
- 伯大尼劇院
- 包玉剛禮堂
- 小教堂

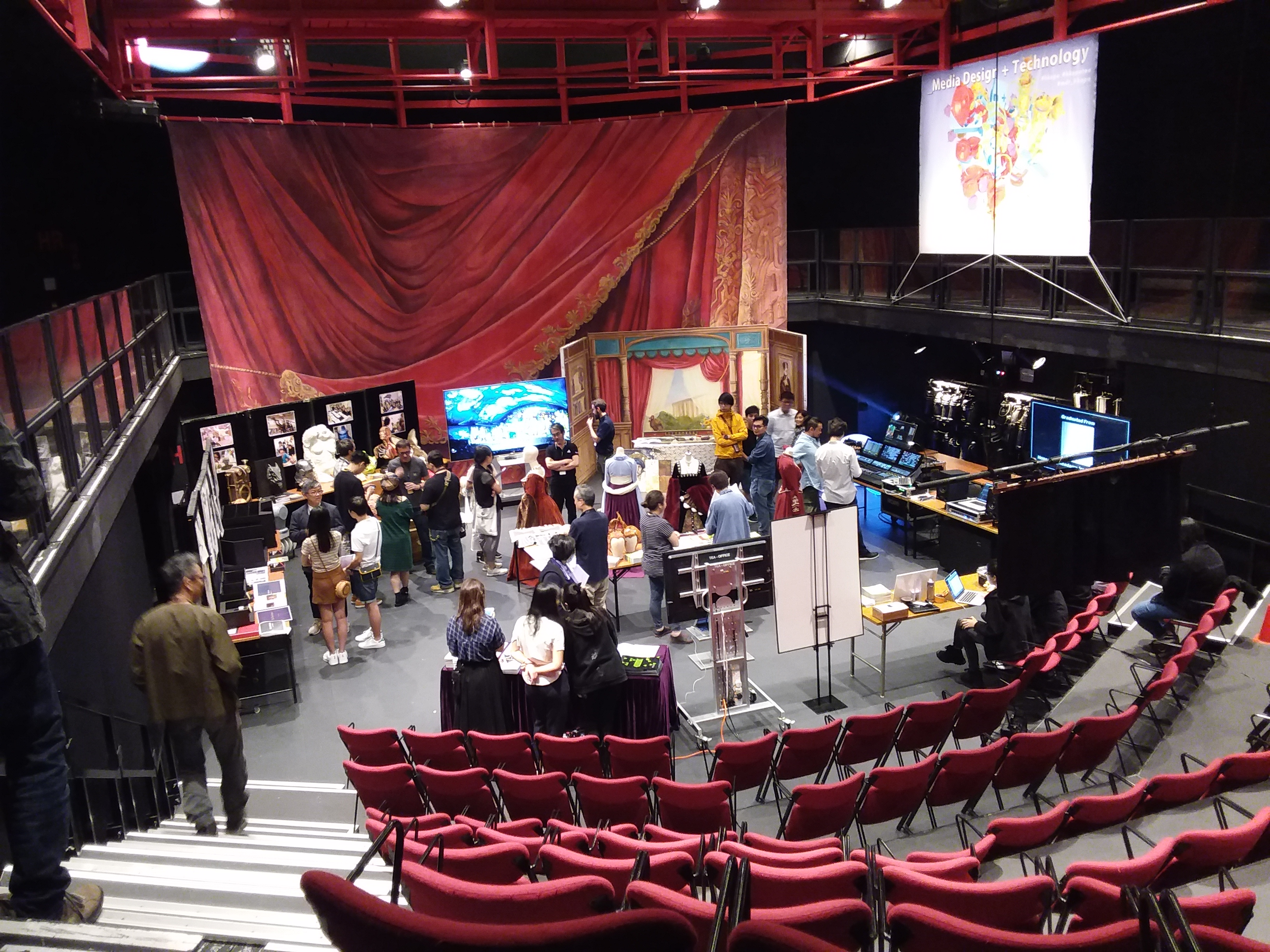
實驗劇場
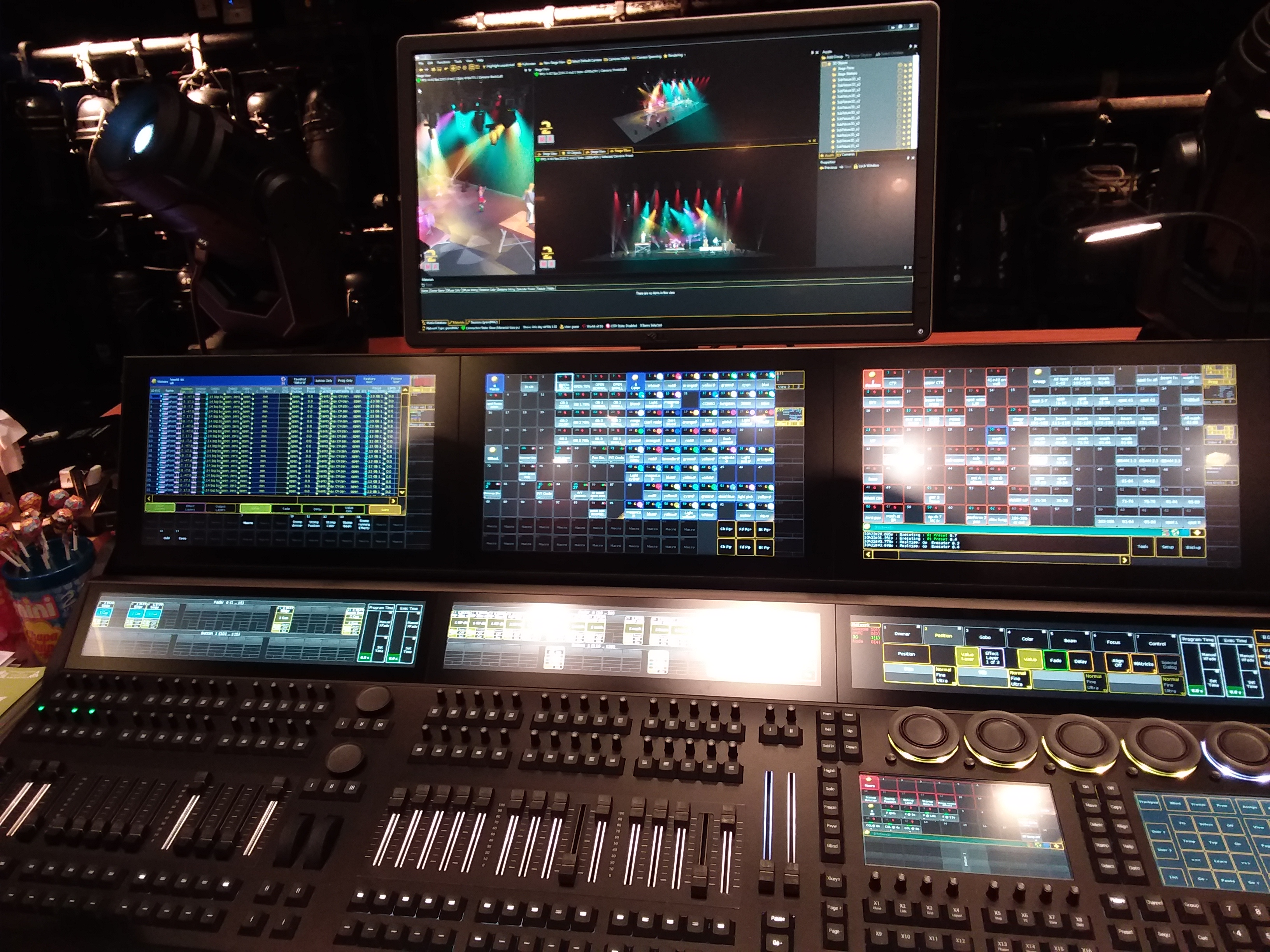
控制室

## 榮譽博士及院士

### 榮譽博士
| 年份 | 名單                                                       |
| ---- | ---------------------------------------------------------- |
| 2006 | 蘇海文、尤金尼奧．巴巴                                     |
| 2007 | 比洛克、江志強、何鴻毅                                     |
| 2008 | 徐曉鐘、包陪慶                                             |
| 2009 | 理查．謝克納、埃薩．貝卡．沙羅倫、何鴻燊                   |
| 2010 | 張藝謀、林家聲、狄卡娜娃、威廉．科西、彼德．布魯克、布列玆 |
| 2011 | 林克歡、梁乃江、林建岳、顧嘉煇、何占豪、艾爾敦、鍾景輝     |
| 2012 | 周振基                                                     |
| 2013 | 麥培思、杜博思、鄭慕智                                     |
| 2014 | 杜琪峯、毛俊輝、盧景文、鄒文懷                             |
| 2015 | 曹誠淵、梁智仁                                             |
| 2016 | 關善明、高靜芝                                             |
| 2017 | 汪明荃、梁永祥、白朗唐                                     |
| 2018 | 余隆、廖湯慧靄                                             |
| 2019 | 林樂培                                                     |
| 2020 | 張學友、梁婉玲                                             |
| 2021 | 梵志登、莫華倫、黎海寧、鄒燦林、朱慶祥                     |
| 2022 | 鄧樹榮                                                     |
| 2023 | 何嘉坤                                                     |

- 歷屆榮譽博士總覽: [15][需要非第一手來源]

### 榮譽院士
| 年份 | 名單 |
| ---- | --- |
| 1993 | 傅聰、賀約翰、維利比、胡善佳、周小燕、吳樹熾                                                                |
| 1994 | 胡金銓、曹禺、拉爾夫．高爾泰、林昭亮、鈴木忠志                                                              |
| 1995 | 李名覺、李正一、馬塞．馬素、蘇海文、丁祺安、黃錢其濂                                                        |
| 1996 | 白雪仙、凌福善、紀大衛、戴愛蓮、徐淦                                                                        |
| 1997 | 林懷民、英若誠、姚剛 、許鞍華                                                                               |
| 1998 | 成龍、尼威爾．馬連那、芳艷芬                                                                                |
| 1999 | 林家聲、周潤發、簡寧漢、魏潔思、楊世彭、平夏斯·祖克曼                                                       |
| 2000 | 蕭芳芳、曹誠淵、巴斯圖                                                                                      |
| 2001 | 羅品超、鍾景輝、吳宇森、班特維斯基、陳達文                                                                  |
| 2004 | 黃秋生、黎海寧、何鴻燊、甘閔霆、汪偉舜                                                                      |
| 2005 | 毛俊輝、盧景文、王仁曼、艾度．迪華特                                                                        |
| 2006 | 劉德華、郎朗、陳德昌、陳好逑、楊立青、珍尼花．添頓、麥秋、李麗娟                                            |
| 2007 | 劉兆銘、葉紹德、陳浩才、珍妮莉．奧比維、郭菲特．舒茨、舒巧、徐克、王次炤、魏莉莎                            |
| 2008 | 約琵．普理斯、約翰．倫納德、茱蒂．凱莉、費明儀、陳其鋼                                                      |
| 2009 | 閻惠昌、汪明荃、亞歷山大．范斯里維、廖本懷、卡拉．戴爾福斯                                                  |
| 2010 | 趙明、理察．普博爾、周永成、張正甫                                                                          |
| 2011 | 方正、高靜芝、韋志誠、張艾嘉                                                                                |
| 2012 | 龐俊怡、愛麗信、梁國城、胡芝風、郭利民                                                                      |
| 2013 | 陳敢權、林為林、劉元生、詹姆斯．穆廸、梅卓燕                                                                |
| 2014 | 龐信、何超瓊、鄭國江、陳寶珠                                                                                |
| 2015 | 張學友、韓生、蔣維國、楊紫燁、王媛媛                                                                        |
| 2016 | 陳麗珠、鄭少秋、梁思豪、刑亮、尤聲普                                                                        |
| 2017 | 鄧樹榮、馬亞木、傅月美、鄒燦林、邱詠筠                                                                      |
| 2018 | 劉建榮、郭炎、高廣健                                                                                        |
| 2021 | Professor Pamela Howard OBE、蔣華軒、古天樂、劉洵、梁素琴、冼偉生、Professor David Strange MBE FRAM、王祖藍 |

- 歷屆榮譽院士總覽: [19][需要非第一手來源]

## 延伸閱讀
- . 香港01. 9 Jun 2022  [21 Jun 2025] （中文）. 年青鋼琴家……獲得不少殊榮，令港人引以為傲……有一個共通點，就是他們都是香港演藝學院培養出來的演奏家

## 外部連結
- 官方网站